# 日本美術著作権協会
一般社団法人日本美術著作権協会（にほんびじゅつちょさくけんきょうかい Japanese Society for Protecting Artists' Rights - JASPAR)は、2012年4月1日に設立された著作権等管理事業法に基づき、文化庁に登録された一般社団法人である（文化庁著作権管理事業者番号第12001号）。絵画、彫刻、写真等の視覚芸術の作家（アーティスト）からその著作権の管理委託を受け、それぞれの権利保護と管理を行っている。2016年現在、23か国、24団体の海外著作権管理団体との間で契約を締結しており、海外団体で取り扱う美術関連著作者の著作権管理を、日本美術著作権協会を通じて行うことができる。(著作権情報センター関係団体・機関リスト)参照

## 沿革
- 1952年 - 対日講和条約が発効された年、フランスを中心とする海外における芸術の各分野(音楽を除く)の日本における著作権管理業務を株式会社フランス著作権事務所（Bureau des Copyrights Français – BCF)（初代代表取締役：見城敏夫及びAFPフランス通信社極東支局長レオン・プルー Leon Prou)が開始。
- 1958年 - BCFはフランスSPADEM (Société de la propriété artistique des dessins et modèles fr:SPADEM) 協会と契約し、同協会加盟のフランス美術家並びに同協会と双務契約を締結した海外の美術著作権管理協会に加盟する美術家の、日本に於ける著作権管理業務を開始。
- 1992年 - BCFの活動の一部である美術著作権管理業務を引き継ぐ形で美術著作権協会（Société pour la Protection des Droits Artistiques – SPDA)を設立。
- 2002年 - 有限責任中間法人の法人格取得。有限責任中間法人美術著作権協会となる。
- 2009年 - 一般社団法人の法人格取得。一般社団法人美術著作権協会となる。
- 2009年 - 文化庁登録団体として著作権等管理事業者第02017号を取得。
- 2012年 - 一般社団法人日本美術家連盟の3名と美術著作権協会の3名が発起人となり、一般社団法人日本美術著作権協会を設立。
  - 以来、著作権管理業務は、パブロ・ピカソ、アンリ・マティスを美術著作権協会（SPDA)が代行し、その他の著名海外美術家に加え、前田青邨、福王寺法林、福王寺一彦など日本の美術家8名[2]については日本美術著作権協会（JASPAR）が行っている。
- 2012年 - 文化庁登録団体として著作権等管理事業者第12001号を取得。
- 2017年 - 文化芸術推進フォーラムに参加。

## 主要な取扱い海外作家
- マルク・シャガール
- ジョルジュ・ルオー
- ジョアン・ミロ
- マルセル・デュシャン
- マックス・エルンスト
- マン・レイ
- ベルナール・ビュフェ
- ジョルジュ・ブラック
- モーリス・ド・ヴラマンク
- 藤田嗣治
- 荻須高徳
- アドルフ・ムーロン・カッサンドル
- レイモン・サヴィニャック
- レイモン・ペイネ
- ルネ・マグリット
- ポール・デルヴォー
- アンディ・ウォーホル
- ジャン＝ミシェル・バスキア
- ウィレム・デ・クーニング
- サム・フランシス
- マーク・ロスコ
- バーネット・ニューマン
- ブルース・ナウマン
- フランク・ステラ
- ロイ・リキテンスタイン
- ロバート・インディアナ
- アレクサンダー・カルダー
- ドナルド・ジャッド
- ジャスパー・ジョーンズ
- ロバート・ラウシェンバーグ
- イサム・ノグチ
- ジョージア・オキーフ
- トム・ウェッセルマン（en:Tom Wesselmann）
- ベン・シャーン
- フランシス・ベーコン
- ベン・ニコルソン
- ダミアン・ハースト
- サルバドール・ダリ
- アントニ・タピエス
- ジョルジョ・デ・キリコ
- ルーチョ・フォンタナ
- マリノ・マリーニ
- ジャコモ・マンズー
- ル・コルビュジエ
- ジャン・アルプ
- ヴァルター・グロピウス
- ミース・ファン・デル・ローエ
- フランク・ロイド・ライト
- ヘリット・リートフェルト

他多数